# 東香里
24°46′N 120°56′E / 24.767°N 120.933°E
東香里為台灣新竹市香山區轄下之一里，位於新竹市郊的八分寮山系丘陵，全里為120公尺以下的低矮丘陵與河谷地。該里最大的特色是散佈於丘陵之間的新舊交錯的別墅社區群與舊有農村聚落，日月光飯店以及大學校區成為當地新興的地標。東香里共1231戶，轄15鄰，人口3199人。
東香里向東與東區的柴橋里以石屑崙山和印斗山為界，向西與香村里以南坑和韮菜坑的分水山脊為鄰，向北與牛埔里以牛埔山南部岡陵為界，向南以五福路與茄苳里為界。

## 歷史
東香里為1946年由日治時期香山坑大字東半部所析設的里，因其位於香山區的最東邊，所以命名為東香里。1950年香山區改制為香山鄉，東香里也改為東香村，1982年香山鄉併入新竹市，東香村再改名東香里。
東香里境內原多為散佈於河谷地的散村聚落，居民多以務農的單純農村型態之社區。後隨著新竹產業型態的轉變，建商於新竹市郊的丘陵地興建大量的透天社區，有獅頭的芝柏社區、香檳社區，內獅以東的富群社區、美之城社區、日月光飯店，以及東香里南端的中華大學、西端的玄奘大學、元培科技大學持續拓展校務，帶來大量外來人口，人口佔一半以上的東香里新住民以學術、科學園區工程師以及工研院上班族為主，東香里乃由農村型態轉變為新舊並陳、交通便利的都市外圍生活圈。

## 宗教
東香里傳統的信仰中心為東窯太子宮，建於1986年，主祭神明為哪吒太子，每年的農曆九月九日太子爺聖誕是太子宮的主要的宗教祭典。

## 交通
東香里原僅有崎嶇蜿蜒的山路對外連結，1990年代以後，隨著中華大學以及玄奘大學的設立，新竹市政府改善了當地連外的公路品質。2004年，以國道連絡道等級興建的茄苳景觀大道通車，至市區僅10分鐘車程，大幅的縮短東香與市中心的距離。東香里南端的縣道117號與福高連結的茄苳交流道完工通車，也使的當地成為新竹的交通連結要點之一。

## 地理
東香里位於新竹市香山區的丘陵地帶，全境為120公尺以下的低矮丘陵。包含牛埔山東支客雅山的南緣山峰獅頭山，標高110.9公尺，因山陵狀似獅頭而得名。里境中部，標高118公尺的大哭腳山為三姓公溪的源頭之一。三姓公溪的上游北坑溪發源於柴橋里古車路，經大哭腳山東側，向東北流去，至美之城社區折向西北，至玄奘大學校門口與韭菜坑溪合流。韭菜坑溪發源於大哭腳山西側，向北流至玄奘大學校門口與北坑溪合流。